# Barco (bedrijf)
Barco (een acroniem dat oorspronkelijk voor Belgian American Radio COrporation stond) is een internationaal beursgenoteerd Belgisch bedrijf met hoofdzetel in Kortrijk (België). Het bedrijf ontwikkelt en produceert displaytechnologie.

## Activiteiten
Barco is actief binnen verschillende markten zoals media en entertainment, security en monitoring, medische beeldvorming, avionica, 3D en virtual reality, digitale cinema, verkeerscontrole, omroepen en training en simulatie. In 2021 telde het bedrijf ruim 3100 medewerkers waarvan een kwart op de afdeling Onderzoek & Ontwikkeling (R&D) actief was. Op jaarbasis geeft het bedrijf iets meer dan 10% van de omzet uit aan R&D.
De activiteiten zijn verdeeld over drie onderdelen waarvoor het apparatuur maakt: 
- Enterprise, voor vergaderzalen, controlekamers en kantoorruimtes;
- Healthcare, waaronder voor de radiologieafdeling en operatiekamers;
- Entertainment, afnemers zijn bioscopen, live-evenementen en themed-entertainment.

Het onderdeel Entertainment heeft een aandeel in de omzet van zo'n 40% en het kleinste onderdeel is Enterprise waar bijna 30% van de omzet werd gerealiseerd in 2021.
De producten worden wereldwijd afgezet. In Azië wordt een kwart van de omzet gerealiseerd en in de twee regio's Noord-en Zuid-Amerika en Europa, Midden-Oosten en Afrika met min of meer gelijke aandelen de rest.
De aandelen Barco staan genoteerd op de Euronext Brussels.

### Resultaten
| Jaar | Omzet | EBITDA | Nettoresultaat | Werknemers |
| ---- | ----- | ------ | -------------- | ---------- |
| 2013 | 1008  |        | 57,1           |            |
| 2014 | 908   |        | 23,9           |            |
| 2015 | 1029  | 74,1   | 17,5           | 3457       |
| 2016 | 1102  | 88,0   | 11,0           | 3619       |
| 2017 | 1085  | 107,1  | 24,8           | 3687       |
| 2018 | 1029  | 124,5  | 75,0           | 3664       |
| 2019 | 1083  | 153,0  | 95,4           | 3636       |
| 2020 | 770   | 53,6   | −4,4           | 3303       |
| 2021 | 804   | 58,5   | 8,9            | 3141       |
| 2022 | 1058  | 126,5  | 75,2           | 3302       |
| 2023 | 1050  | 142,5  | 80,2           | 3360       |

## Geschiedenis

### Voorgeschiedenis

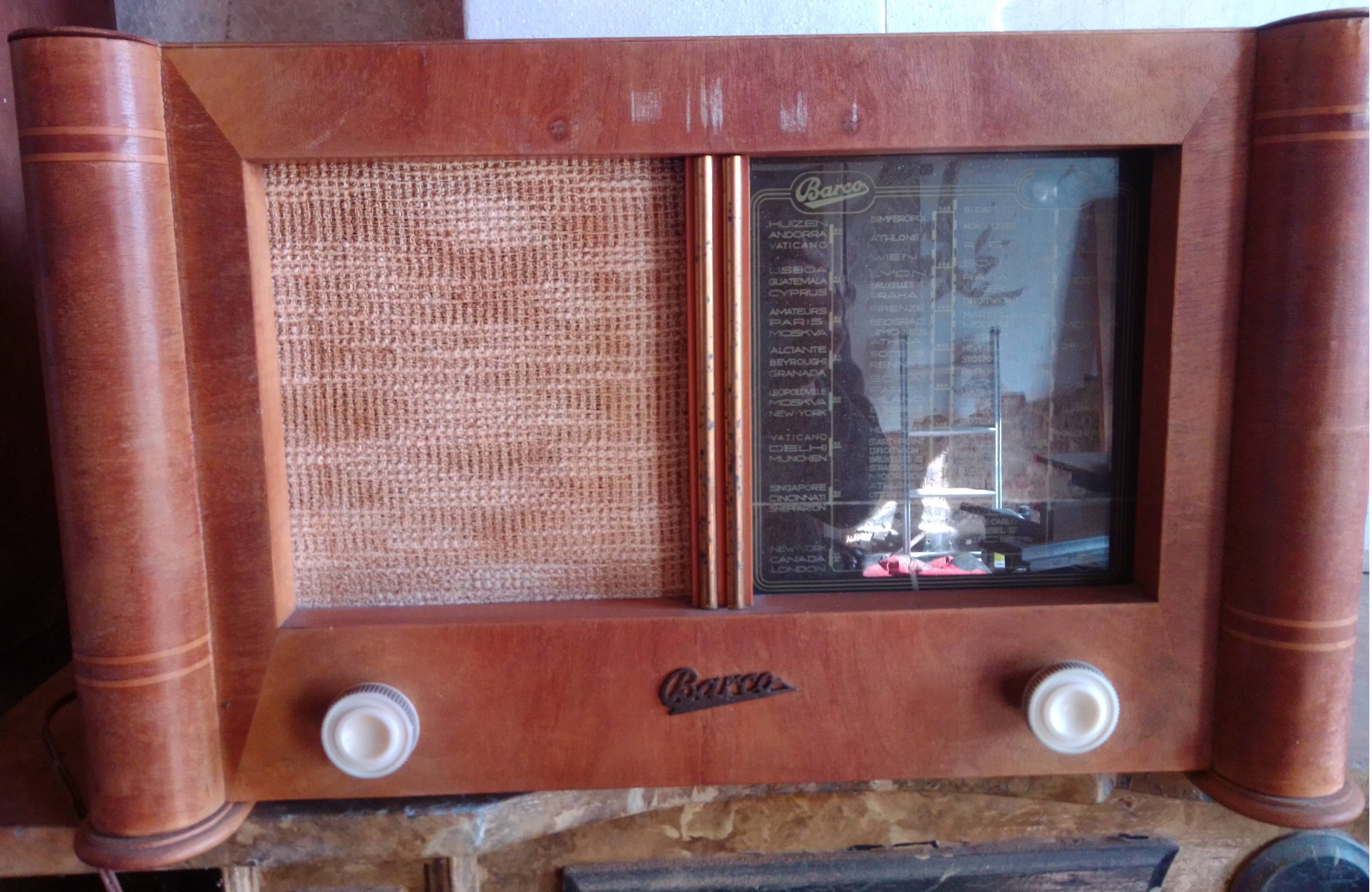
Barco-radio

Lucien de Puydt verkocht vanaf 1920 enkele radiotoestellen in de juwelierszaak van zijn vader naast de wekkers. Door zijn studies radiotechniek en tijdens zijn legerdienst leerde hij aan radiotoestellen werken. Hij startte het assembleren van kristalontvangers en vanaf 1928 van radio's onder de naam Stellavox. In die tijd werden de ontvangers nog op maat en in de stijl van het interieur van de aanvrager gemaakt. Hij verkocht andere merken en toestellen zoals platenspelers. Wegens plaatsgebrek in zijn eigen huis in Gasthuisstraat 6 te Poperinge gebruikte hij vanaf 1929 ook een deel van de drukkerij Sansen, die familie was langs zijn grootmoederszijde. Vanaf 1931 was hij exclusieve verdeler van Zenith. Door hoge invoerheffingen op basis van gewicht en de sterke Belgische frank werd begin 1933 enkel een deel van binnenwerk overgenomen. Het meubel en de luidsprekers werden dan van lokale bedrijven overgenomen. Door de nood aan een degelijke assemblage werd een nieuwe firma opgericht.

### De opstart
De firma Belgian American Radio Corporation NV (BARCO) werd in november 1933 gesticht in Poperinge door Lucien De Puydt. Naast de Belgische onderdelen, condensatoren van Carpentier (Carad), transformatoren (AEL uit Marcinelle) en bemeubeling (Lefebvre in Kortrijk), zaten ook Amerikaanse onderdelen zoals de lampen van het Amerikaanse National Union, chassis van Zenith, in de radio’s. Daar ontleende de Puydt de naam van zijn bedrijf aan, the Belgian American Radio Corporation, ook wel "Barco".
Tijdens de wereldtentoonstelling in Chicago (VS) ontmoette Lucien De Puydt een Amerikaanse ingenieur die bij Zenith werkte; Frank Bowens.  Zij richtten op 12 september 1934 samen een nieuw bedrijf op: Construction belge d’Appareils de Radio (Cobar NV). 
De firma’s Barco en Cobar werden met hetzelfde doel opgericht, namelijk de productie en verkoop van radiotoestellen. Beide bedrijven zouden meer dan vier jaar naast elkaar opereren. De NV Cobar evolueerde naar het moederbedrijf dat radio’s en infrastructuur leverde voor de NV Barco, dat als merknaam werd gebruikt. Daarom wordt de stichtingsdatum van NV Cobar algemeen aanvaard als de echte start van het huidige Barco.
Vanaf 1935 tot 1940 werd het chassis gebruikt van ingenieur Lederer uit New York. In 1936 werd gestart met de eigen productie van transformatoren en luidsprekers. De luidsprekers droegen Barco als merk of Douglas en bleven in productie tot 1970.
In 1935 verliet Bowens de organisatie en werd een nieuwe ingenieur aangeworven, namelijk Georges Hansé die een labo leidde dat in Brussel gevestigd was. Na twee wijzigingen in de statuten en de aandeelhouders werd in 1938 beslist om Barco in Cobar te laten overgaan maar de merknaam Barco te behouden.
Tijdens een ongeval met een Duitse legervoertuig op 8 augustus 1940 verongelukte Lucien de Puydt. Hierdoor nam zijn vader Jules De Puydt Cobar over. In 1941 nam de neef Joseph Versavel de zaak over en bracht Camiel Descamps (die bij de EBRD werkzaam was tot zijn overlijden in 1947) in het bedrijf, samen met zijn echtgenote en schoonbroers. Het bedrijf verhuisde hierdoor naar de Theodoor Sevenslaan 106 te Kortrijk.

### WO II en erna
In 1949 begon Barco met het ontwikkelen van een multi-standard televisie die verschillende signaalstandaarden kon ontvangen, waarmee het bedrijf een leider in de sector werd. Een jukebox, die de naam Barc-O-Matic kreeg, werd uitgegeven in 1951.

### Kleuren-tv
In 1967 was Barco een van de eerste Europese bedrijven die de (transistor)kleuren-tv introduceerde. Hierop bouwde het bedrijf verder met het maken van tv-monitoren voor omroeporganisaties, waarmee het de professionele omroepmarkt betrad. Tijdens de jaren zestig breidde het bedrijf uit door productie van mechanische onderdelen voor industrieel gebruik en monitoren voor kwaliteitscontroles binnen de textiel- en plasticindustrie. Later, eind jaren zeventig ontwikkelde het bedrijf projectiemogelijkheden aan de hand van kathodestraalbuizen (cathode ray tubes, CRT's) aan boord van vliegtuigen. Door deze ontwikkelingen werd het bedrijf hoofdleverancier van projectietechnologie voor computergiganten zoals IBM, Apple en Hewlett-Packard.

### Beursgang en verdere ontwikkelingen
Om verdere investeringen mogelijk te maken besloot het bedrijf tot een beursgang naar de Brusselse beurs van Euronext eind jaren tachtig. Dit maakte de ontwikkelingen van nieuwe displaytechnologieën mogelijk, zoals het liquid-crystal display (lcd), light-emitting diodes (led), Texas Instruments' Digital Light Processing (DLP) en later liquid crystal on silicon (LCoS).
In mei 2016 verhuisde het hoofdkantoor naar de "One Campus"-site (23 ha) op het Kortrijkse Beneluxpark.